# Andrena laticalcar
Andrena laticalcar är en biart som beskrevs av Osytshnjuk 1985. Andrena laticalcar ingår i släktet sandbin, och familjen grävbin. Inga underarter finns listade i Catalogue of Life.